# HD87094
HD87094 — хімічно пекулярна зоря спектрального класу A2, що має видиму зоряну величину в смузі V приблизно  8,7.
Вона  розташована на відстані близько 450,5 світлових років від Сонця.